# Tremulicerus fulgidus
Tremulicerus fulgidus är en insektsart som först beskrevs av Fabricius 1775.  Tremulicerus fulgidus ingår i släktet Tremulicerus, och familjen dvärgstritar. Arten är reproducerande i Sverige.